# Estigmene lemniscata
Estigmene lemniscata là một loài bướm đêm thuộc phân họ Arctiinae, họ Erebidae.